# 大柘镇 (平远县)
大柘镇，是中华人民共和国广东省梅州市平远县下辖的一个乡镇级行政单位。为平远县经济文化中心。全镇人口87793人（2017年）。2003年9月23日，超竹镇与大柘镇合并，后来，坝头镇又与大柘镇合并，至此，三镇合一，新组建为大柘镇，全镇面积154.4平方千米（2017年），辖28个村（居）民委员会266个村（居）民小组。

## 简介
平远县辖镇。县府驻地。1954年设大柘镇,1955年改区,1956年改乡,1958年改公社,1961年析大柘公社建大柘镇,1983年改区,1986年撤区分置超竹乡后,复置大柘镇。206国道及省道过境。辖清河、墩背、岭下、杞园、梅东、河岭、黄沙、凤池、凤二、梅二10个管理区(村委会)和圩镇、官田桥、跃进岗3个居委会。乡镇企业以商贸、运输、建筑、饮食服务业为主。农业主产稻谷,兼产蔬菜、水果。

## 自然环境
大柘镇坐落在县城所在地，是全县政治、经济、文化活动中心，县城规划区面积已达11.1平方公里，城市功能齐全，交通、通讯基础设施完善，是创业的黄金宝地。
- 配套基础设施

1、供电：镇内拥有总装机容量650千瓦发电量175万千瓦时的二间水力发电站，省市统一联网的供电网络遍及全镇，有足够的电力能源保障。
2、供水：（1）生活用水，平远县有日产2万吨生活用水的高峰清流制水厂和供水厂系统。（2）生产用水，镇内高峰滩灌渠，黄田水库、南湖、平远河均衡分布在河东、河西、河北，构筑成发达的农用水供给并留有较大的富余量。
3、文化、教育、卫生设施完善：有线广播电视已与市联网，同时实现无线、有线转播，体育场设施配套；教育方面有2间高中部，3间裙带部，全面实现九年义务教育；卫生方面有1间人民医院，1间中医院，1间慢性病防治站，1间防疫站，1间妇幼保健院，1所计划生育指导站，1间卫生院，医疗保健网络遍及城乡。
4、交通：206国道和省道S225线、S332线纵横贯穿大柘镇，以县城为中心点通向全县15个镇的公路全部实现硬底化，村村已通公路且部分已实现硬底化，形成发达的交通运输网络，同时，随着该镇各村的山、水、田、林、路综合治理和村镇建设的全面实施，交通将更进一步改善。
5、通讯：可提供市内电话、国内外的长途直拔电话、数字移动电话，电报、电传和其它通讯服务。
6、市场建设：全城目前已有集贸中心市场5个，有老市场、南区市场、北区市场、中心市场、西区市场。城市街道商业密集，邮电、争行、商场、酒家、宾馆、旅店、餐厅鳞次栉比，商品繁多，琳琅满目，是正在发展中的县城镇，商流空间甚为宽阔。
7、工业企业发达：镇内国有、集体、私营企业众多，主要有农械厂、轴承厂、机电厂、广发水泥厂、万年水泥厂、刨花板厂、昌胜农私厂、康贵实业有限公司、新胜木制品有限公司、元宝家私厂，柘家贷等。有待招租、出售的厂房、可开发房地产较多，城南东区商住开发区“三通一平”全面实现，其位于206国道旁，地处繁忙便利的主要交通要道，有待商家前来立项投资。
- 资源优势

1、旅游资源：紫林山、狮子岩旅游胜地风景秀丽，景色迷人，是平远县八大旅游风景区之一，是划船、畅游、垂钓、避暑、增进身心健康的好去处。景点有：（1）紫林山洞天，柘家有十余个自然景观坐落在约800米长左右的河场沿岸。（2）狮子岩风景点是一个完整的金狮形山头，其7米多深的岩洞为狮子口，沿岩建筑殿宇1000多平方米。（3）金斗岩风景线。石峰高耸，非常壮观，地形、地貌、命名极其生动形象。
2、丰富的农产品资源。（1）优质水果资源，该镇水果生产以出产金柚、三华李、板栗为主，现有水果面积3445亩，2003年挂果投产2925亩，产量1653吨；（2）现代化旅游观光农业初露端倪，建有墩背大畲里“鸿运南药植物园”、黄花陂千亩农业观光园、黄沙百亩梅州金柚基地、梅东水门山优质矮化板栗基地、墩背神宫坪“三联”种养场、年产20万棒的灵芝菌棒厂、梅二万亩速生丰产林基地；（3）“菜篮子”资源丰富，有1个瘦肉型种猪养殖场、1个奶羊场、1个百亩立体水产养殖基地、1个百亩蔬菜基地，2003年水产面积1028亩，产量485吨；蔬菜复种面积4293亩，总产4188吨。
3、天然建材资源：全镇山地多，柘家蕴藏着丰富的石灰石资源及建筑用石资源。（1）全镇山地多，蕴藏着丰富的石灰资源及建筑用石资源。（2）有丰富的砖土资源和高铝土资源。

## 自然资源
主要资源有：（一）石灰石、建筑石料、粘土资源丰富；（二）林木资源实有面积156235亩，种植速生丰产林4万多亩(三)文化和旅游资源。1、程 (日文)文化。积极实施《建设“文化平远”规划纲要》。重点抓好世界客属名贤程 文纪念馆的建设，计划占地750亩，投资760万元，争取早日奠基动工兴建，早日建成，提升该镇人文环境品位。2、风景名胜。紫林山、狮子岩旅游胜地风景秀丽、景色迷人，柘家是平远县八大旅游风景区之一，是划船、畅游、垂钓、避暑、增进身心健康的好去处，金斗岩风景线，石峰高耸，非常壮观。

## 经济
镇级财政收入2004年达247.3万元。全镇国内生产总值27002万元（现价，下同），农村社会总产值43231万元，其中：建筑业总产值3882万元；运输业总产值1910万元；农业总产值14914万元；工业总产值15206万元；商饮业总产值7319万元；农民人均纯收入3917元（统计口径）。耕地面积22296亩，其中水田16618亩，有效灌溉面积14783亩，旱地5051亩，林地面积157375亩。
2007年，全镇实现国内生产总值44325万元（现价，下同），比2006年增长11.3%。工农业总产值69662万元，比增17%。其中，工业总产值52236万元，农业总产值17426万元，分别比增21%和6.4%。镇级集体经济纯收入242万元，村级集体经济纯收入90.6万元，农村人平纯收入4476元（统计口径），比增7.8%。 [4] 
主要特色经济：1、农户种植大蒜及大蒜加工产业。2004年种植1000多亩，主要加工企业有裕兴隆食品有限公司、绿源食品厂。2、木材加工企业，全县179家，大柘辖区范围内占120家。近年来主要招商引资企业：1、已建成投产：粤东铸钢公司、富远稀土公司、康贵公司、柘家贷,鼎盛木业、勇盛电站、兴煌水泥等；2、在建项目：180万吨旋窑水泥、联华石材、浩泓公司、达成木业、宜华木业、天盛物流等。

## 行政区划
大柘镇下辖以下地区：
城北社区、城西城南社区、城东社区、墩背村、杞园村、梅东村、梅二村、河岭村、凤池村、黄沙村、清河村、岭下村、超竹村、丰光村、乔庄村、老圩村、超南村、西河村、田兴村、棉二村、杉坑村、程北村、程西村、坝头村、东兴村、东片村、漳演村和贤关村。